# Selfoss
Selfoss ([ˈsɛːlˌfɔss]ⓘ) es una localidad del sur de Islandia, a orillas del río Ölfusá y en el oeste de la región de Suðurland. La Carretera de circunvalación (Hringvegur) la atraviesa en su recorrido entre Hveragerði y Hella. El núcleo contemporáneo se formó a finales del siglo XIX, cuando se construyeron los primeros puentes de suspensión sobre el Ölfusá y se convirtió en un centro de servicios agrícolas.

## Historia
Selfoss fue colonizada por Thorir Ásason en algún momento después de año 1000, sin embargo, las sagas islandesas mencionan que Ingólfur Arnarson estuvo aquí durante el invierno de 873 en la montaña Ingólfsfjall, ubicada al oeste del río Ölfusá.
En el verano de 1891, y debido a la presión de Tryggvi Gunnarsson, miembro del Alþingi, se construyó el primer puente colgante sobre el Ölfusá. Se trataba de una obra de gran envergadura para la infraestructura islandesa. El puente hizo a la ciudad un centro lógico de servicios para la región agrícola circundante. El puente actual fue construido en 1945 después de que la estructura original se derrumbara.

### SigloXX
En 1900 había solo 40 habitantes, y en 2006 la población había aumentado a 6.000.
En 1930, las empresas de lácteos Mjólkurbú Flóamanna y abarrotes Kaupfélag Árnesinga se establecieron, siendo éstas las principales empleadoras de la zona durante varias décadas. Durante la Segunda Guerra Mundial las tropas británicas se establecieron en Selfoss para proteger el estratégico puente.
Desde 1998, conforma el municipio de Árborg. Se prevé que en los próximos años crezca debido a los precios inmobiliarios, más bajos que en Reikiavik.
También, a modo de mención, el 11 campeón del mundo de ajedrez, Bobby Fischer, está enterrado en esta ciudad, su muerte fue en 2008 en el hospital universitario de Islandia.

## Transporte
Cuenta con un aeropuerto, el Aeropuerto de Selfoss.

## Galería

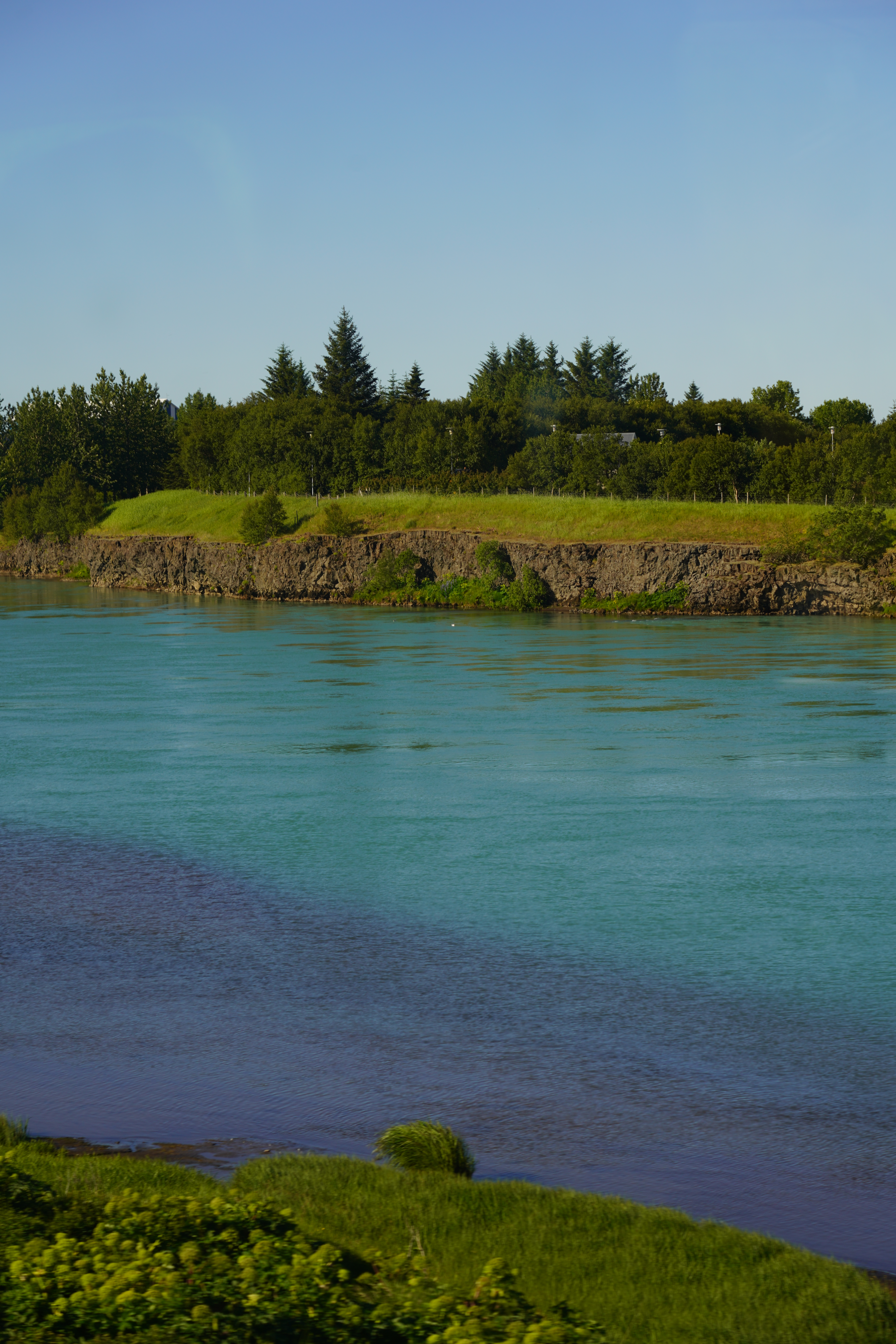
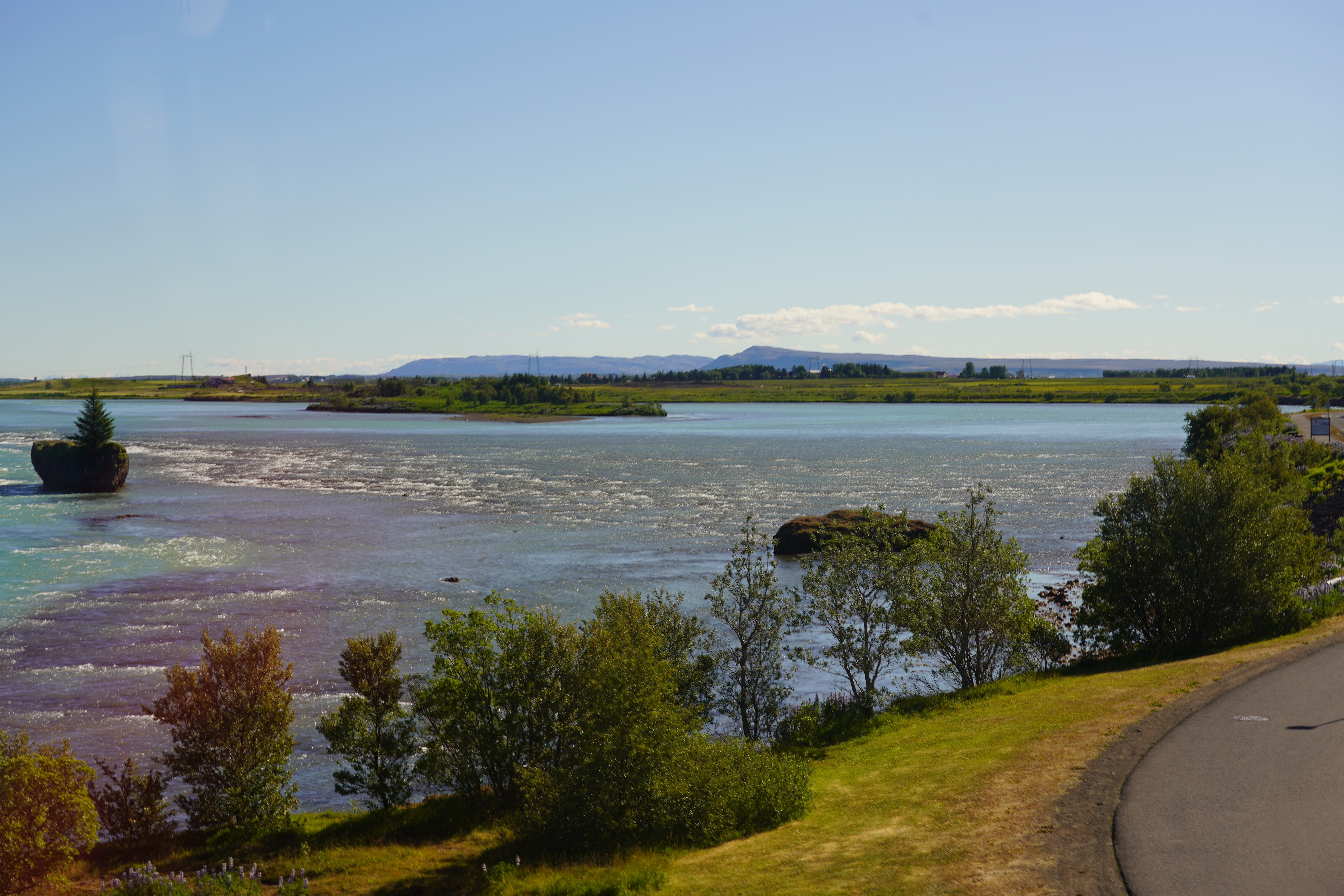
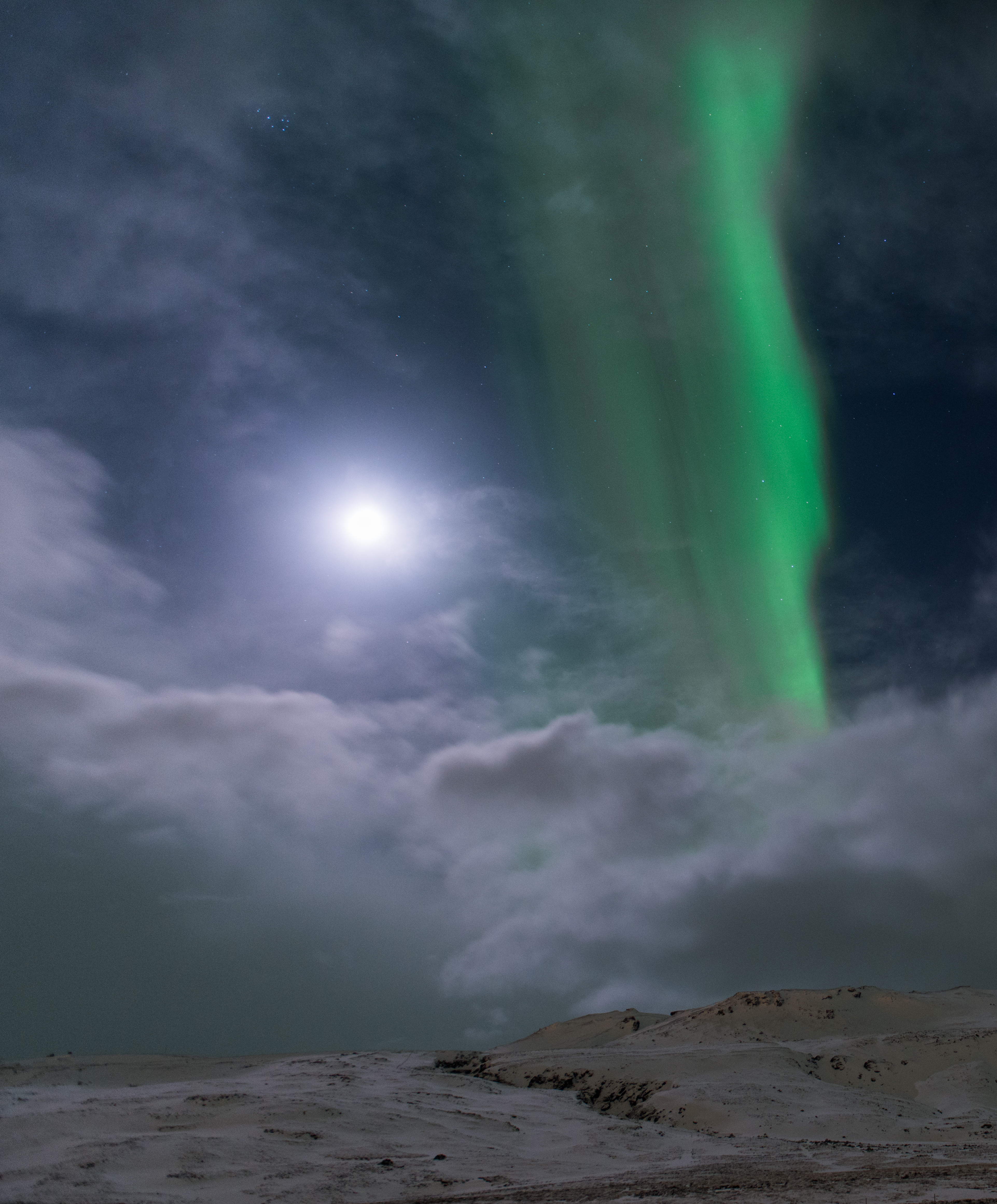
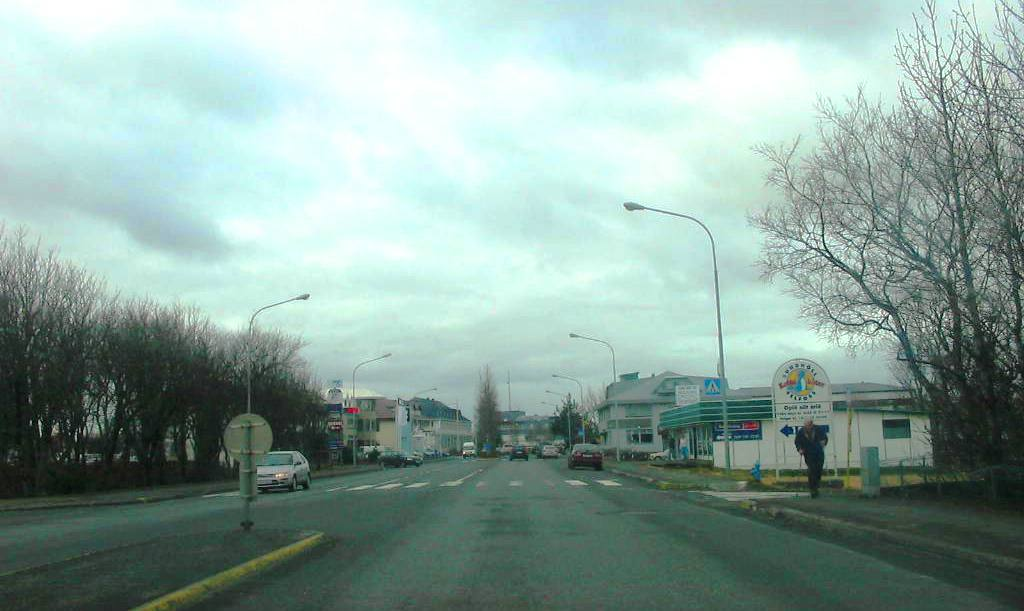
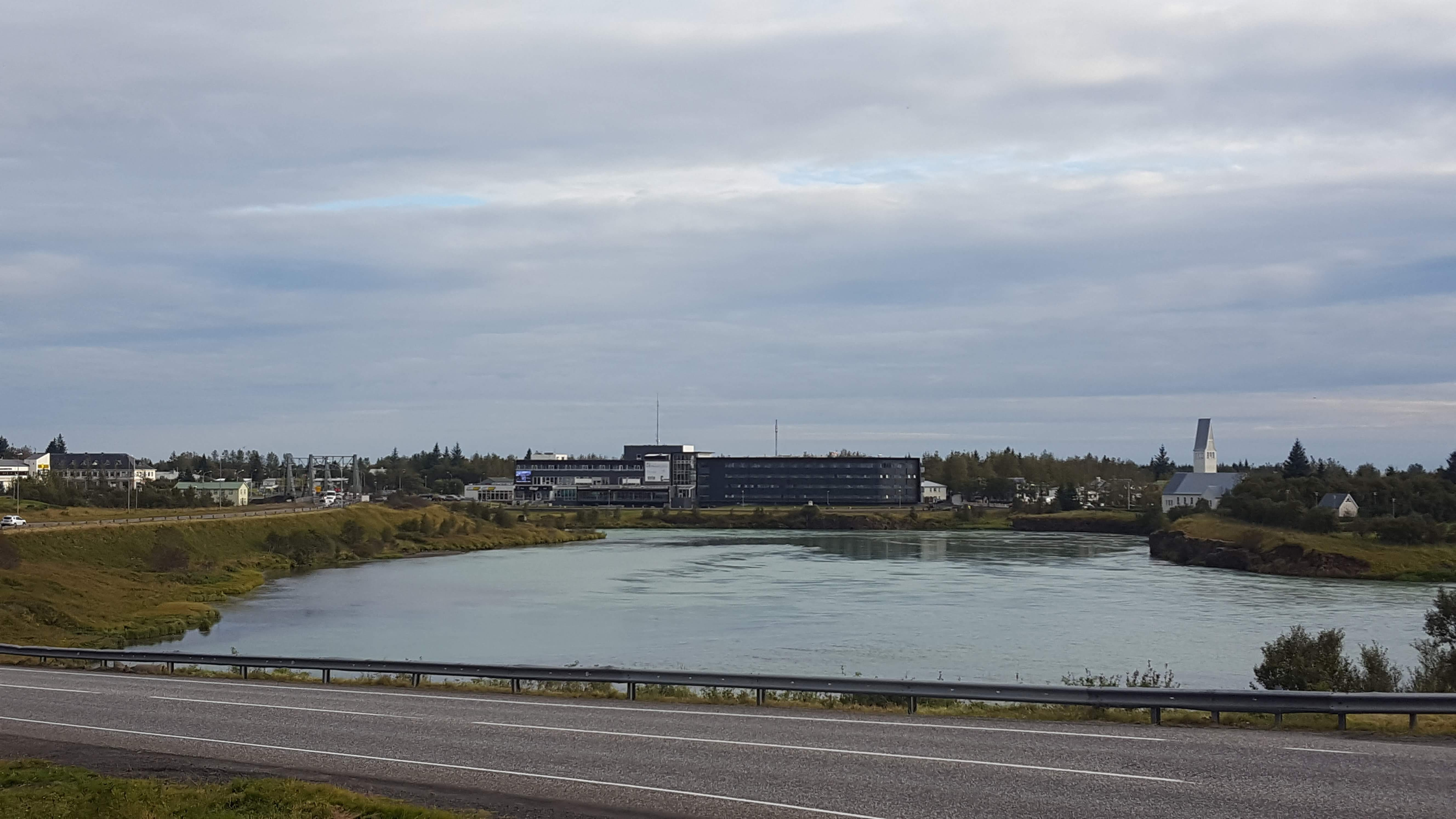